# Pauline Garon
Pauline Garon (Montréal, 9 settembre 1898 – San Bernardino, 30 agosto 1965) è stata un'attrice canadese.

## Biografia
Pauline Garon, sesta degli undici figli di un francese e di un'irlandese residenti a Montreal, nacque nel 1898 e studiò nella prestigiosa scuola del Convento del Sacré-Cœur, e dopo il diploma si trasferì a New York, dove dal 1919 al 1922 recitò nelle commedie A Lonely Romeo, Buddies e Lilies of the Field. Nel cinema aveva esordito con una piccola parte nel 1920, ma un certo successo le arrivò con Sonny e con Adam's Rib, diretta da Cecil B. DeMille nel 1923, anno in cui fu scelta tra le WAMPAS Baby Stars.
In sei anni partecipò a una quarantina di film di secondo livello, poi sul finire degli anni Venti cominciò il declino. Pauline Garon fece ancora alcuni remake in francese di film prodotti dalla Paramount e finì la carriera con una decina di piccoli ruoli non accreditati.
Si era sposata nel 1926 con l'attore Lowell Sherman e divorziata l'anno dopo. Sposata nel 1940 con un attore della radio, divorziò dopo due anni. Con un terzo attore, Ross Forrester, rimase sposata dal 1953 fino alla morte di questi, avvenuta nel 1964. Pauline Garon morì l'anno dopo in un ospedale di San Bernardino, in California, a 67 anni di età. È sepolta nell'Holy Cross Cemetery di Culver City.

## Filmografia parziale
- A Manhattan Knight, regia di George A. Beranger (1920)
- The Power Within, regia di Lem F. Kennedy (1921)
- Sperduti sull'Oceano (Reported Missing), regia di Henry Lehrman (1922)
- Sonny, regia di Henry King (1922)
- You Can't Fool Your Wife, regia di George Melford (1923)
- Adam's Rib, regia di Cecil B. DeMille (1923)
- Il vino della giovinezza (Wine of Youth), regia di King Vidor (1924)
- Passionate Youth, regia di Dallas M. Fitzgerald (1925)
- Quello scapestrato di papà (1925)
- Where Was I?, regia di William A. Seiter (1925)
- Der Farmer aus Texas, regia di Joe May (1925)
- Christine of the Big Tops (1926)
- Gli amori di Sonia (The Love of Sunya), regia di Albert Parker (1927)
- The Girl He Didn’t Buy (1928)
- The Gamblers, regia di Michael Curtiz (1929)
- Lovers' Delight, regia di Jack White (1929)
- In the Headlines, regia di John G. Adolfi (1929)
- Rivista delle nazioni (The Show of Shows), regia di John G. Adolfi (1929)
- The Thoroughbred (1930)
- Échec au roi (1931)
- Il mistero della radio (1933)
- Lost in the Stratosphere (1934)
- Paura d'amare (1935)
- Com'era verde la mia valle (1941)
- Bunco Squad, regia di Herbert I. Leeds (1950)

## Riconoscimenti
- WAMPAS Baby Star nel 1923